# Провалье
Провалье (укр. Провалля) — село, относится к Свердловскому району Луганской области Украины. Де факто — с 2014 года населённый пункт контролируется самопровозглашённой Луганской Народной Республикой.

## География
Село расположено на берегах реки под названием Верхнее Провалье (бассейн Северского Донца). Соседние населённые пункты: сёла Бобриковка, Прохладное, Батыр на западе, Верхнедеревечка и Нижнедеревечка на северо-западе, Черемшино и Королёвка (ниже по течению Верхнего Провалья) на северо-востоке, Калинник, Маяк (выше по течению Верхнего Провалья) на юго-западе, Зимовники и город Червонопартизанск на юге.

## Общие сведения
Занимает площадь 50,9 км². Почтовый индекс — 94851. Телефонный код — 6434. Код КОАТУУ — 4424287701.

## История
В XIX веке хутор Провалье входил в Донецкий округ Области Войска Донского. Некоторое время назывался хутор Никольско-Провальский и принадлежал его основателю — генерал-майору Павлу Дмитриевичу Иловайскому. Он был заселен малороссиянами, перевезенными в эту местность с различных станиц и селений. В 1846 году на этих землях был открыт Военный государственный конный завод, главной целью которого было улучшение конных табунов в Области Войска Донского и сохранение известной породы донских лошадей.
В 1806 году в хуторе было 160 дворов с населением 482 души мужской стати и 423 женской. В 1845 году жителей переселили на реку Куго-Ею и дали наименование новому селению — Новопровальское. В 1799 году П. Д. Иловайский обратился в Духовную Донскую консисторию за разрешением на строительство в хуторе Провальском каменной однопрестольной церкви во имя святителя Николая Чудотворца.

## Население
Население по переписи 2001 года составляло 841 человек.

## Местный совет
94851, Луганская обл., Свердловский район, с. Провалье, ул. Центральная, 2